# Alexis Kow
Алексей Кожевников
Alexis Kow dit Kow est un dessinateur, affichiste, illustrateur et maquettiste français, né le 17 septembre 1901 à Moscou (Empire russe) et mort le 12 mai 1978 à Paris (12e),. À sa naissance on lui donne le prénom de son grand-père paternel Alexis Kojevnikov, neurologue et psychiatre russe réputé.

## Biographie
À la suite des évènements de la révolution russe de 1905, son père, universitaire, homme de lettres et journaliste polyglotte russe, quitte son pays et confie l'éducation de son fils à une école privée de Lausanne, qui lui enseigne notamment le français. Puis ce dernier intègre le Collège Technique des Arts et Métiers de Genève.
Il arrive à Paris en 1920, où il est employé dans le bureau d'études d'un carrossier de Levallois-Perret. C'est en 1922 chez Panhard et Levassor qu'il commence véritablement sa carrière de dessinateur publicitaire. Le succès de son affiche pour une torpédo, légendée "Rapide comme la flèche", le fera connaître des constructeurs automobiles.
Il obtient la nationalité française en janvier 1940.
Il exercera son activité professionnelle quasiment jusqu'à sa mort.

## Œuvre
Dès 1922, des marques prestigieuses de la branche "automobile" le sollicitent pour leur publicité  visuelle (affiches, annonces publicitaires, catalogues de vente), mais parfois aussi pour l'élaboration de la silhouette définitive d'un véhicule : Bugatti, Cibié, Delahaye, Englebert, Hispano-Suiza, Hotchkiss,, Marchal, Panhard,, Peugeot, Pirelli, Salmson.
Sa collaboration la plus longue sera celle avec Panhard, dont il deviendra l'affichiste emblématique : de 1922 à 1958.
Dans ses dessins d'automobiles, son style se caractérise par des lignes élégantes, un trait pur, la représentation de la vitesse par des lignes de fuites tendues, et le travail des contrastes entre ombres et reflets.
Durant les années 1920 – 1950, la plupart de ses affiches sont déclinées en petits formats, pour être insérées dans des revues, principalement L'Illustration.
Même si elle a été prépondérante, sa clientèle ne s'est pas limitée à la branche automobile : ainsi Air France lui a commandé en 1951 une affiche destinée aux pratiquants de sports d'hiver.
Il a produit aussi des affiches touristiques, pour Antibes, Juan-les-Pins, Villefranche-sur-Mer...
Il signe ses œuvres "A. Kow".

## Collections publiques
Outre l'ouvrage de Pierre Cornette de Saint-Cyr référencé en section "Bibliographie", que l'on trouve au centre Pompidou, certaines de ses œuvres figurent dans des collections publiques :
- La Bibliothèque Forney, bibliothèque de la ville de Paris spécialisée dans les arts décoratifs, les métiers d’art et leurs techniques, les beaux-arts et les arts graphiques, détient 12 œuvres d'Alexis Kow (affiches et maquettes d'affiches, catalogues, dossiers)[13].
- La collection du musée d'art moderne André-Malraux (MuMa) au Havre possède un projet d'affiche de 1933 d'Alexis Kow pour Panhard[14].

## Distinctions
Le travail d'Alexis Kow est primé au concours artistique du Polo de Bagatelle en 1933 où il obtient le Premier Grand Prix, plus haute récompense.